# La calumnia por castigo
La calumnia por castigo es una obra de teatro de José Echegaray.

## Argumento
En palabras del propio autor, la obra se centra en la diatriba de si existe la rehabilitación absoluta en el orden penal.

## Estreno
- Teatro Español, Madrid, 22 de enero de 1897.
  - Intérpretes: María Guerrero, Fernando Díaz de Mendoza, Donato Giménez, Sr. Ortega.